# Bofallstjärnen
Bofallstjärnen är en sjö i Karlskoga kommun i Värmland och ingår i Göta älvs huvudavrinningsområde. Sjön är 6 meter djup, har en yta på 0,032 kvadratkilometer och är belägen 268 meter över havet.